# توماس مونكوندوي
توماس مونكوندوي (بالفرنسية: Thomas Monconduit)‏ (10 فبراير 1991 بدرانسي في فرنسا - ) هو لاعب كرة قدم فرنسي في مركز الوسط. شارك مع منتخب فرنسا تحت 19 سنة لكرة القدم. أما مع النوادي، فقد لعب مع نادي أميين ونادي أوكسير.

## روابط خارجية
- توماس مونكوندوي على موقع رابطة كرة القدم الفرنسية للمحترفين (الإنجليزية)
- توماس مونكوندوي على موقع إي إس بي إن إف سي (الإنجليزية)
- توماس مونكوندوي على موقع قاعدة بيانات كرة القدم.إي يو (الإنجليزية)
- توماس مونكوندوي على موقع ليكيب (الفرنسية)
- توماس مونكوندوي على موقع Soccerbase.com (لاعب) (الإنجليزية)
- توماس مونكوندوي على موقع Soccerway.com (الإنجليزية)
- توماس مونكوندوي على موقع عالم كرة القدم.نت (الإنجليزية)